# Ларин, Владимир Сергеевич
Владимир Сергеевич Ларин — стрелок-разведчик кавалерийского взвода 25-й отдельной гвардейской разведывательной роты (20-я гвардейская стрелковая дивизия, 37-я армия, 3-й Украинский фронт), гвардии рядовой. Полный кавалер ордена Славы.

## Биография
Владимир Сергеевич Ларин родился в селе Плетёный Ташлык Николаевской губернии (в настоящее время в Кировоградской области Украины). Получил начальное образование.
15 мая 1940 года Киевским горвоенкоматом был призван в ряды Красной армии.
На фронтах Великой Отечественной войны с июня 1941 года. В 1941—1943 годах воевал на Юго-Западном фронте, был трижды тяжело ранен.
В ночь на 10 апреля 1944 года гвардии рядовой Ларин находился в составе группы разведчиков, направленной в район села Слободзея с задачей провести разведку позиций противника (местоположение, огневые средства). Ворвавшись в посёлок, группа завязала ночной бой, уничтожив до 30 солдат противника. Были захвачены двое вражеских солдат, унтер-офицер и двое русских добровольцев германской армии, которые были доставлены в штаб дивизии и дали ценные сведения. Захвачен был также исправный автомобиль. Задание было выполнено. Приказом по 20-й гвардейской дивизии от 3 августа 1944 года Ларин был награждён орденом Славы 3-й степени.
23 августа 1944 года гвардии рядовой Ларин действовал в составе группы конной разведки, в районе населённого пункта Леова (Молдавия) с заданием разведать позиции и пути отхода вражеских войск. Группа наткнулась на отряд противника. Несмотря на численное превосходство врага, разведчики атаковали и уничтожили до 40 солдат противника. 74 солдата, среди которых оказались 1 капитан (гауптман) и 2 обер-фельдфебеля, побросали оружие и сдались в плен. Пленные были доставлены в штаб дивизии, где дали ценные сведения. Ларин в этом бою лично уничтожил 6 солдат противника. Приказом по войскам 37-й армии от 18 октября 1944 года был награждён орденом Славы 2-й степени.
В ночь с 29 на 30 ноября 1944 года гвардии рядовой Ларин участвовал в составе группы разведчиков в разведке в районе населённых пунктов Пеллерд, Гёрчёнь, Зок, Сабадсенткирай, Герде, Печбагота в области Баранья в Венгрии. Задачей разведчиков было установление путей отхода, численного состава и огневых средств противника. При походе к селу Пеллерд группа наткнулась на отряд, прикрывавший отступление основных сил. Несмотря на численное превосходство врагов, группа разведчиков вступила в бой и в нём уничтожила более 40 солдат и офицеров противника, из них около 10 солдат уничтожил лично Ларин из своего оружия. Пути отхода были выявлены. Заняв открытый фланг, группа держала оборону до подхода основных сил. Боевая задача была выполнена. Приказом по 20-й гвардейской стрелковой дивизии от 13 декабря 1944 года гвардии рядовой Ларин был награждён орденом Красной Звезды.
27 января 1945 года гвардии рядовой Ларин в районе села Местегнё (южнее озера Балатон) в составе группы захвата под сильным огнём скрытно подобрался к окопам противника и забросал пулемётную точку и траншею гранатами, после чего бросился в траншею. Вражеский пулемётчик бросился бежать, но Ларин догнал его в траншее и скрутил. Подоспевшая группа под сильным огнём вытащила пленного и доставила его в штаб, где тот дал ценную информацию о силах и планах противника. Указом Президиума Верховного Совета СССР от 28 апреля 1945 года гвардии рядовой Ларин был награждён орденом Славы 1-й степени.
После демобилизации в 1945 году вернулся в Киев, потом жил и работал в Донецке.
Скончался Владимир Сергеевич Ларин 1 июня 1971 года.